# 七七敢死队
《七七敢死队》（英語：Squadron 77）是1965年上映的一部电影，由严俊执导并且出演，该作主要讲述的是一个女艺人靠着自己的努力来与反抗侵华日军的军队合作从而一起击退日军的故事。

## 劇情簡介
李丹妮是一个艺人，后因为某些原因与原本是军人的恋人分别，后嫁给了一个与日军狼狈为奸的人，之后她为了自己的孩子，假装成为了日军的间谍，并在这之中设计除掉了自己的丈夫等日军卧底。

## 演员
- 严俊
- 楊志卿
- 李丽华
- 罗维
- 高寶樹
- 歐陽莎菲
- 趙雄
- 李英
- 馮毅
- 谷峰
- 趙心妍
- 曾楚霖
- 范丹
- 雷鳴
- 梁銳
- 張石庵
- 黃楓
- 陳著
- 任浩
- 李麗麗
- 潘迎紫
- 方圓
- 董瑋

## 相關連結
- 香港影庫上《七七敢死队》的資料（繁體中文）
- 豆瓣电影上《七七敢死队》的資料 （简体中文）
- 互联网电影数据库（IMDb）上《七七敢死队》的资料（英文）